# El Temple de l'Amistat
El temple de l'amistat (en alemany Freundschaftstempel) és un petit temple rodó situat en la part oest del parc de Sanssouci a Potsdam. Va ser construït per Frederic el Gran de Prússia en memòria de la seva germana favorita, Guillemina de Prússia (1709-1758), Margravina de Bayreuth, la qual va morir el 1758. El temple de l'Amistat va ser construït al sud de la via principal des del 1768 al 1770 per Carl von Gontard per a complementar l'Antic Temple, el qual rau a la banda nord-est de l'esmentada via.

## El Pavelló Neuruppin

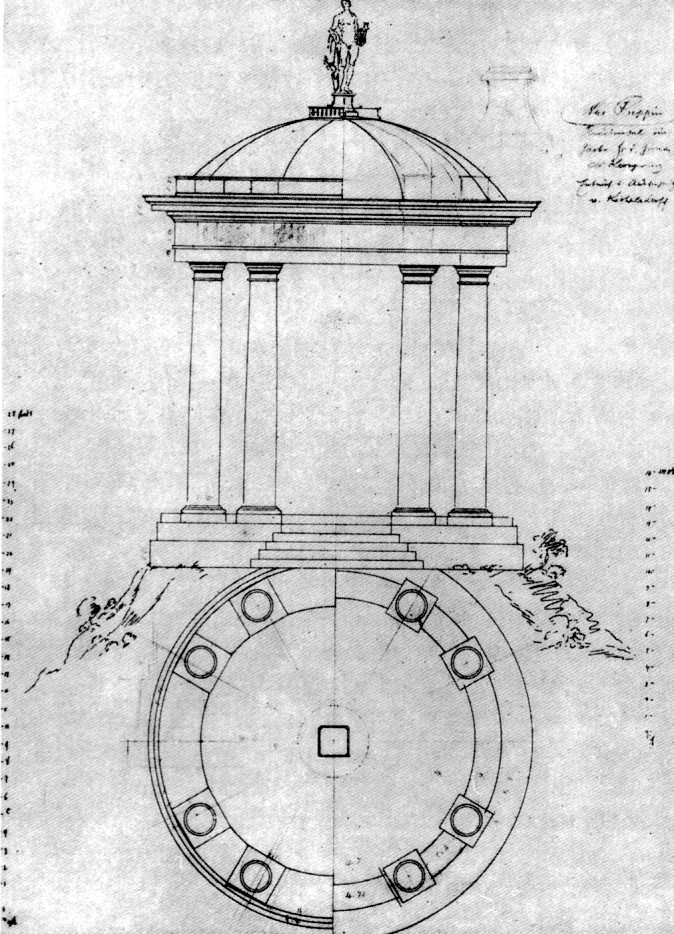
Temple d'Apol·lo

El Temple de l'Amistat es basa en el Temple d'Apol·lo al Jardí d'Amalthea a Neuruppin. El primer treball de l'arquitecte Georg Wenzeslaus von Knobelsdorff, va ser construït en els jardins de flors i castanyers de la residència del príncep reial Frederic (després, Frederic el Gran), on va viure- hi entre el 1732 i el 1735, període aquest durant el qual va comandar un regiment a la zona.
El Temple d'Apol·lo era el 1791 un temple obert i rodó, tancat per una paret de maó entre les seves columnes. L'agost del 1735, Federic descrivia la construcció a la seva germana Guillemina de la següent manera: "...La casa del jardí és un temple de vuit columnes dòriques, suportant un terrat voltat a modus de teulada. A sobre hi ha una estàtua d'Apol·lo. Tan aviat com sigui acabat, hi farem un sacrifici, naturalment, dedicat a tu, estimada germana, protectora de les belles arts".

## El Pavelló Sanssouci

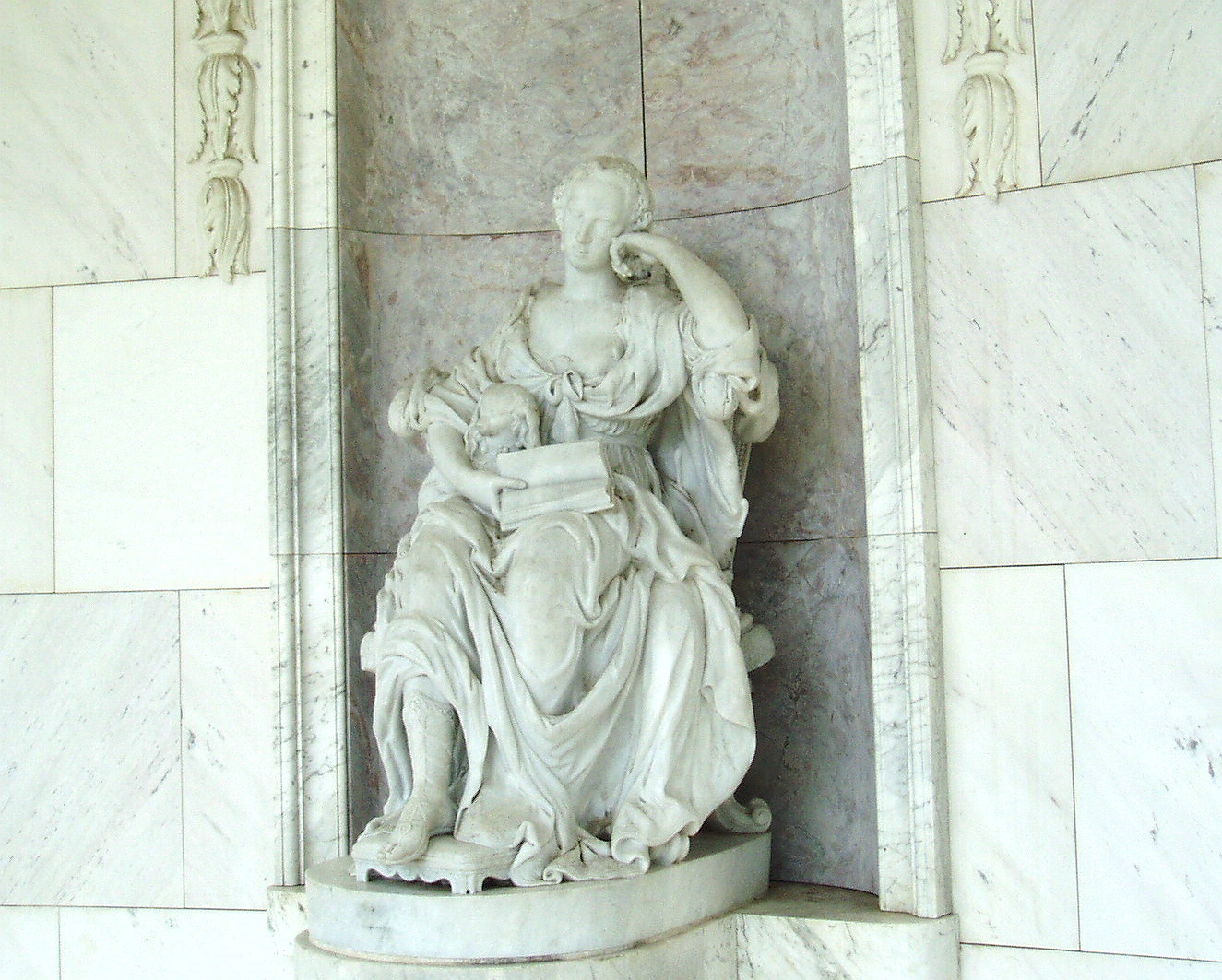
Estàtua de Guillemina de Prússia.

Per tal d'honorar la memòria de la seva germana favorita, Federic va decidir, d'igual manera que havia fet a Neurippin, edificar un temple rodó, la baixa i voltada coberta del qual està aguantada per vuit columnes corínties. Aquesta forma típica monòptera (d'una sola ala) té els seus orígens a l'antiga Grècia, on edificis d'aquesta mena eren aixecats sobre estàtues de culte i monuments funeraris.
L'estàtua sedent de Guillemina, instal·lada a escala real en un nínxol enfonsat en la paret del temple, és obra dels germans escultors Johann David i Johann Lorenz Wilhelm Räntz. Aquests, van inspirar-se en una quadre del pintor de la cort Antoine Pesne. Els medallons que pengen de les columnes són d'antigues personalitats i el llibre que sosté l'estàtua en la seva mà dreta mostra l'amor de la Margravina per aquella època.